# 747 (album)
747 è il sesto album discografico in studio del gruppo musicale country statunitense Lady Antebellum, pubblicato nel 2014.

## Tracce
1. Long Stretch of Love – 2:51 (Hillary Scott, Charles Kelley, Dave Haywood, Josh Kear)
2. Bartender – 3:18 (Scott, Kelley, Haywood, [odney Clawson)
3. Lie with Me – 3:21 (Marc Beeson, Abe Stoklasa)
4. Freestyle – 3:04 (Scott, Kelley, Haywood, Shane McAnally)
5. Down South – 4:17 (Stephanie Chapman, Christian Rada, Dave Thompson)
6. One Great Mystery – 3:34 (Scott, Kelley, Haywood, Kear)
7. Sounded Good at the Time – 3:06 (Scott, Kelley, Haywood, Brad Warren, Brett Warren)
8. She Is – 3:21 (Ben Rector, Jeff Pardo)
9. Damn You Seventeen – 4:01 (Luke Laird, Clawson, McAnally)
10. 747 – 3:27 (Gordie Sampson, Caitlyn Smith, Cary Barlowe)
11. Just a Girl – 3:37 (Scott, Kelley, Haywood, McAnally)

## Formazione
- Charles Kelley: voce e cori
- Dave Haywood: cori, chitarra elettrica e acustica, tastiere, mandolino
- Hillary Scott: voce e cori

## Classifiche
| Classifica (2014)           | Posizione raggiunta |
| --------------------------- | ------------------- |
| ARIA Charts - Australia     | 4                   |
| Canada                      | 3                   |
| Billboard 200 - Stati Uniti | 2                   |